# Crevole (Fluss)
Der Crevole ist ein 16 km langer Fluss (Torrente) in der Region Toskana in Italien, der in der Provinz Siena im Gemeindegebiet von Murlo von Nord nach Süd fließt und kurz nach La Befa (Ortsteil von Murlo) als rechter Nebenfluss in den Ombrone mündet.

## Verlauf
Der Fluss entspringt in den Hügeln kurz nordöstlich der Burgruine Castello di Crevole im nördlichen Gemeindegebiet von Murlo und fließt von hier nach Südosten. Er passiert unterhalb im Tal gelegen die Ortsteile Lupompesi (291 m) und Vescovado (294 m) südwestlich und fließt dann weiter nach Süden und westlich der Gemeindenamensgebenden Burg Castello di Murlo vorbei. Von gelangt er weiter nach Süden, wo kurz vor Miniera di Murlo von links der Fosso dello Scanno einfließt. Nach den ehemaligen Betriebsgebäuden der Minen von Miniera di Murlo (198 m) erreicht der Fluss die Brückenruine Ponte Nero (184 m, eine ehemalige Brücke der Werksbahnen bei Miniera di Murlo, die durch eine Fußgängerbrücke aus Metall ersetzt wurde). Danach passiert der Crevole die Ruinen der Brücke Ponte di Miro und fließt weiter südlich durch das Tal des Crevole (Valle del Crevole) bis nach La Befa (ebenfalls Ortsteil von Murlo, 151 m). Hier mündet er unweit der Bahnstation von Murlo kurze Zeit später als rechter Nebenfluss in den Ombrone.

## Sehenswürdigkeiten
- Castello di Crevole, Burgruine kurz südwestlich der Quelle. 43° 11′ 3″ N, 11° 21′ 37″ O
  - Pieve di Santa Cecilia, Kirche der Burg von Crevole, die heute noch vorhanden ist. Liegt unterhalb der Burg am Rand des Borgo und wurde bereits 1189 erwähnt.[5] 43° 11′ 2″ N, 11° 21′ 30″ O
- Ponte Nero, Brückenruine, die durch eine Fußgängerbrücke ersetzt wurde. Die letzten Pfeilerteile der originalen Brücke stürzten nach einem Hochwasser 2008 ein. Hatte eine Länge von 38,50 m.[3] 43° 8′ 18″ N, 11° 22′ 51″ O
- Ponte di Miro, Brückenruine, von der nur noch die Fundamente der Pfeiler bestehen.[4]43° 8′ 10″ N, 11° 22′ 57″ O

## Bilder

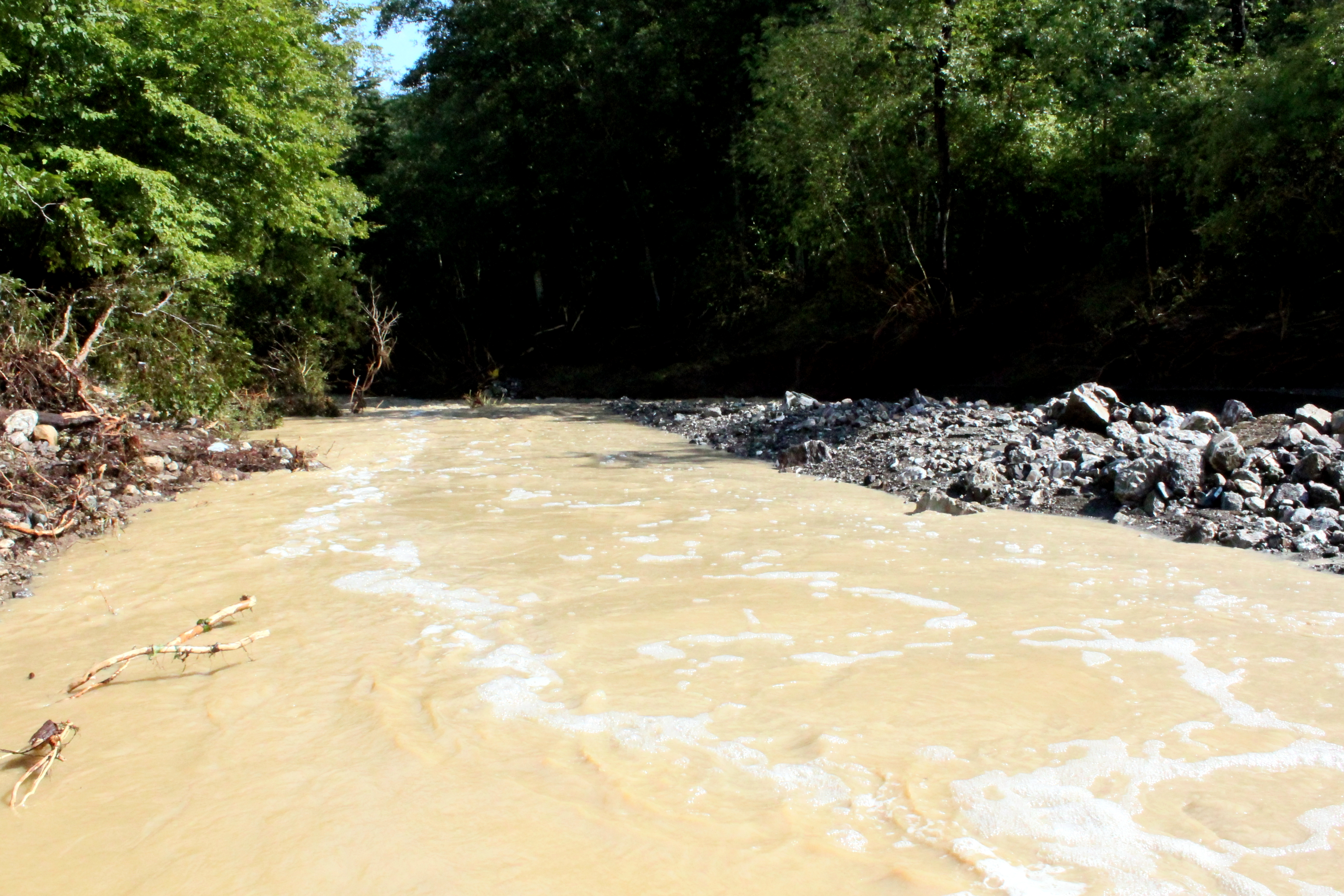
Der Crevole bei Crevole (Murlo)
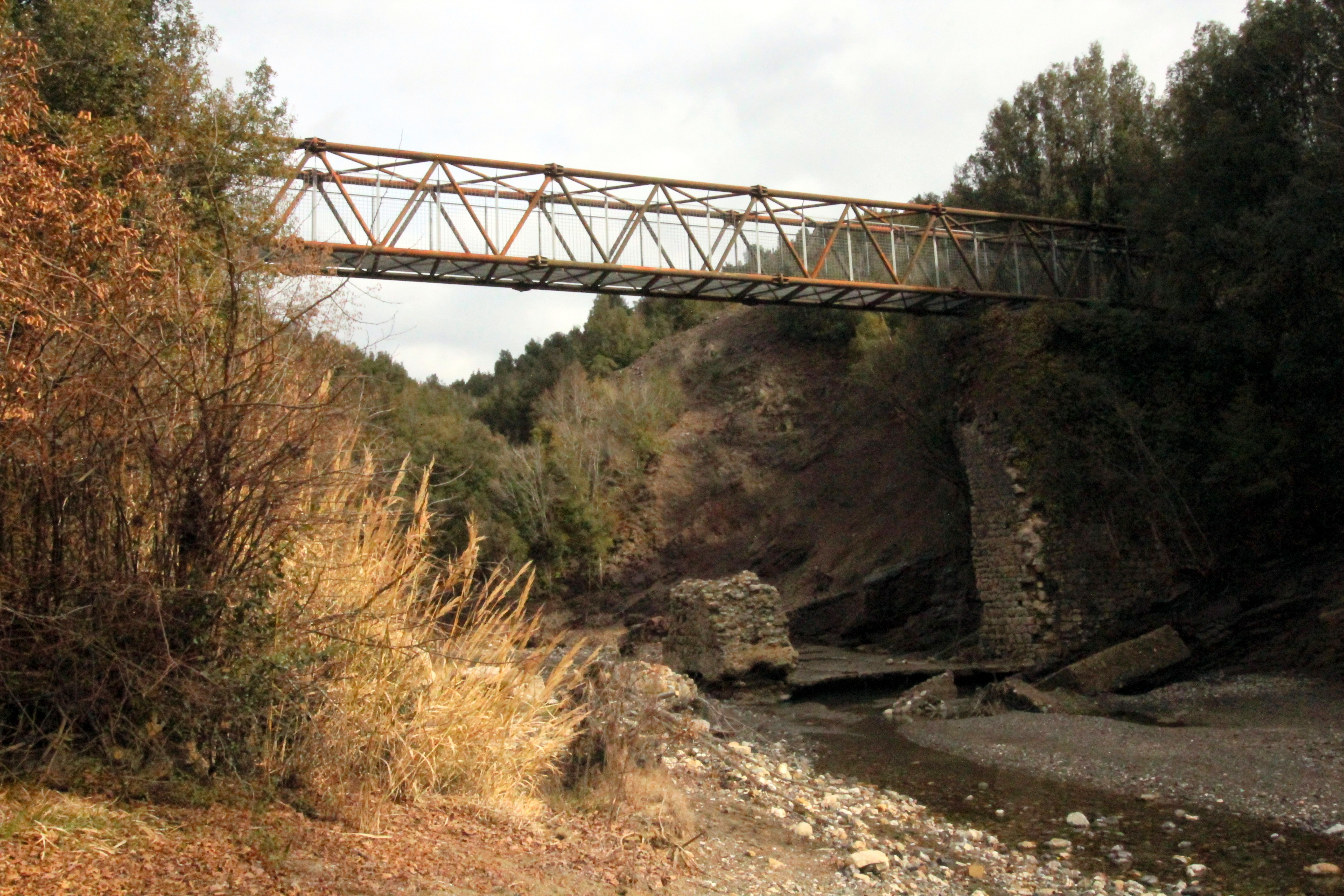
Ponte Nero
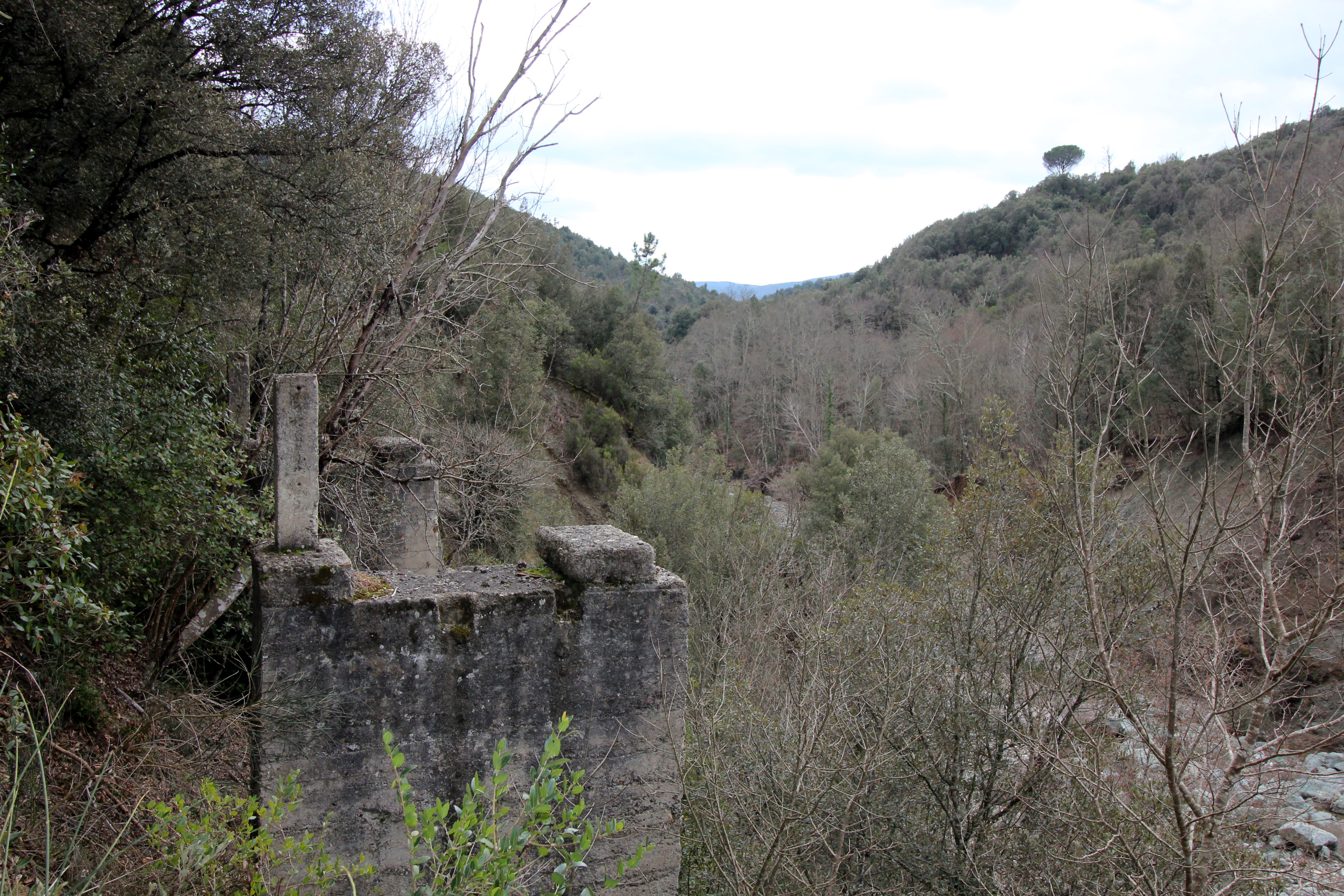
Die Ruinen der Brücke Ponte di Miro
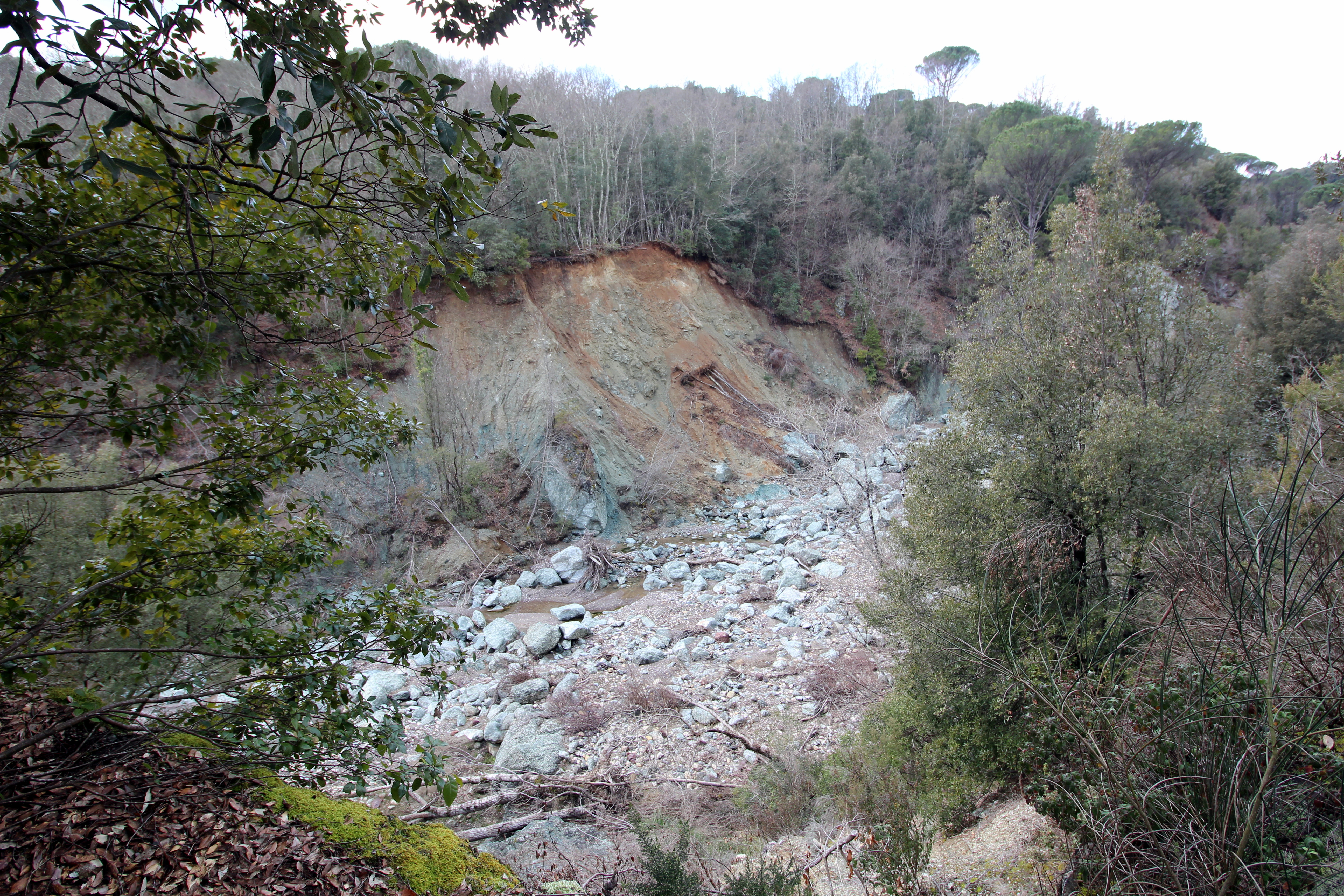
Tal des Crevole (Valle del Crevole)
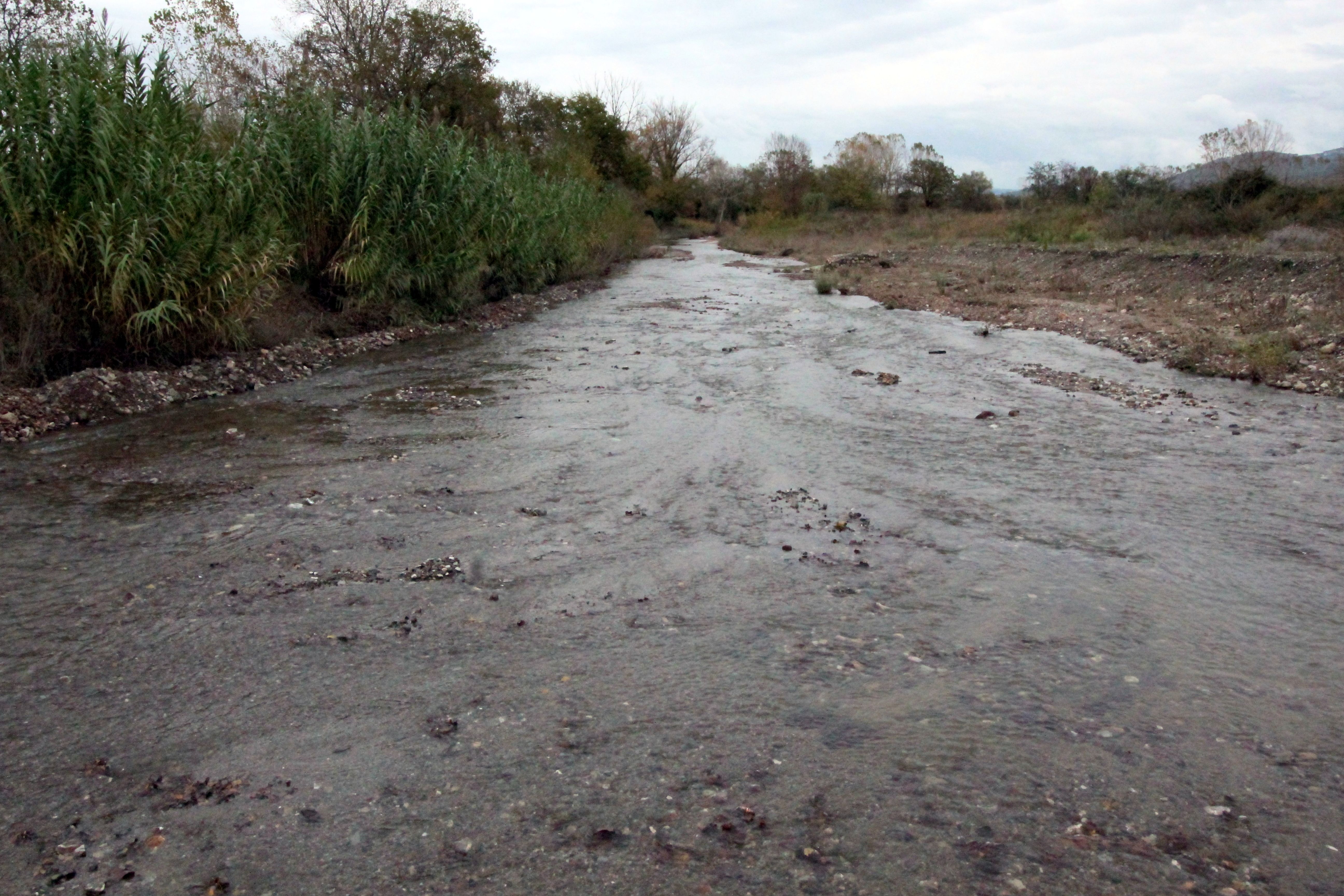
Der Crevole nahe La Befa kurz vor der Mündung in den Ombrone